# Villa de Saint-Mandé
La villa de Saint-Mandé est une voie privée située dans le quartier de Picpus du 12e arrondissement de Paris.

## Situation et accès
Cette voie privée qui débute 29, avenue de Saint-Mandé et se termine 63, boulevard de Picpus n'est pas accessible à la circulation automobile.
La villa de Saint-Mandé est accessible par la ligne 6 du métro à la station Picpus.

## Origine du nom
La villa prend son nom en raison du voisinage de l'avenue de Saint-Mandé qui doit son nom à ce qu'elle mène à la commune de Saint-Mandé.